# Armiro Yaria
Armiro Yaria (Reggio Calabria, 7 settembre 1901 – Roma, 1980) è stato un pittore italiano.

## Biografia
La sua formazione artistica avviene a Torino presso l'Accademia Albertina e la Scuola d'arte decorativa.

Nella stessa Torino partecipò al secondo movimento futurista con Fillia e Alberto Sartoris, esponendo alla I Mostra Futurista tenutasi a Torino.

Trasferitosi a Roma, ha partecipato a tutte le mostre romane, alla III, V e VII Quadriennale; nel 1947 espose alla Mostra d'Arte Italiana a Berna; nel 1949 alla I Mostra Internazionale dell'ART-CLUB di Torino; nel 1949 alla Mostra d'Arte astratta alla Galleria nazionale d'arte moderna e contemporanea di Roma; Mostra dell'Arte nella vita del Mezzogiorno, Roma 1953 nel 1952 partecipò al Premio Michetti ed ebbe il Premio acquisto Pirelli; nel 1954 partecipò al Premio Avezzano ed ebbe il II Premio; nel 1955 espose alla Exposition des Artistes Indépendants a Parigi.

Ha partecipato alle Mostre "Maggio di Bari" - Terni - Spoleto - Villa S. Giovanni.

Mostre personali: Galleria delle Terme nel 1941; Galleria delle Carrozze nel 1955 e Galleria della Cassapanca nel 1960 e 1963.
Sue opere figurano alla Galleria nazionale d'arte moderna e contemporanea, alla Galleria comunale d'arte moderna e contemporanea di Roma al Museo Storico dell'Arma dei Carabinieri di Roma, alla Galleria Nazionale di Tel-Aviv, alla Galleria della Città di Eilath, al Kibbuz dei Combattenti del Ghetto di Haifa, alla Presidenza della Repubblica di Roma, all'Istituto Nazionale Infortuni sul lavoro di Roma, all'Ente Nazionale della Previdenza Sociale di Roma, all'Istituto Bancario San Paolo di Roma, alla Collezione Pirelli di Milano, alla Fondazione Morellini di Cesena e presso privati collezionisti di Roma, Firenze, Milano, Torino, Pescara, Parigi, Fontainebleau, Nizza e New York.

## Opere (elenco parziale)
- La città meccanica, 1922, olio su tela
- L'uomo e la città, 1922, disegno a matita, 40x56 cm
- Uomo che attraversa la strada, 1923, olio su tela
- Filobus, 1924-54, olio su tela, 95x105 cm
- Studio di testa, 1930, olio su cartone telato, 30x36 cm
- Ritratto, 1931, olio su tela, 30x42 cm
- Ritratto di Anna, 1931, olio su tela, 38x48 cm
- Maternità, 1934, olio su tela, 29x43 cm
- Paesaggio, 1937, olio su tavola, 33x26 cm
- Appunti di lettera, 1941, olio su tela, 56x60 cm
- Interno, 1944, olio su tela, 65x75 cm
- Donne e officine, 1945, olio su tela, 58x73 cm
- I profughi, 1945, olio su tela, 83x64 cm
- Un pover'uomo, 1945, olio su tela, 50x70 cm
- Figura, 1946, olio su tela, 70x75 cm
- I Pazzi, 1947, olio su tela, 50x65 cm
- Tre vecchie, 1947, olio su tela, 40x50 cm
- Chitarrista all'osteria, 1950, olio su tela, 70x92 cm
- Il pittore, 1950, olio su tela, 55x49 cm
- Ritratto di Gianni Novak, 1950, olio su tela, 45x57 cm
- Ritratto dello scultore Italo Ciampolini, 1951, olio su tela, 55x70 cm
- Camera d'albergo, 1953, olio su tela, 135x117 cm
- Donna che cuce, 1953, olio su tela, 57x73 cm
- La città si desta, 1956, olio su tela, 73x91 cm
- Donna e limone, 1957, olio su tela, 45x66 cm
- Case e fabbriche, 1958, olio su tela, 50x60 cm
- La Diva, 1960, olio su tela, 64x100 cm
- Uomo al bar, 1960, olio su tela, 79x34 cm
- Vinto e vincitore, 1960, olio su masonite, 138x117 cm
- Ore otto, 1961, olio su tela, 85x82 cm
- Fantasmi, 1963, olio su tela, 87x92 cm
- Il cimitero dei deportati di Treblinka, 1964, olio su masonite, 77x63 cm
- Le tre età, 1965, olio su tela, 82x88 cm
- Strada di città, 1965, olio su tela, 42x55 cm
- Alberi della periferia, 1966, olio su tela, 50x45 cm
- Forme in movimento, 1966, olio su masonite, 41x58 cm
- La Boutique fantastique, 1966, olio su masonite, 41x58 cm
- La Torre di Babele, 1966, olio su tela, 82x101 cm
- Cariatide, 1967, olio su tela, 80x105 cm
- Figure di oggi, 1967, olio su tela, 82x68 cm
- Prigionieri, 1967, olio su masonite, 56x71 cm
- Ultime notizie, 1968, olio su tela, 100x95 cm
- Uomini e maschere, 1968, olio su masonite, 80x100 cm

Letteratura: Enzo Le Pera, Enciclopedia dell'arte di Calabria, Ottocento e Novecento, Rubbettino editore